# John Lvoff
John Lvoff, né le 23 décembre 1954 à Beyrouth au Liban d'un père russe et d'une mère américaine, est un réalisateur français. Il possède la double nationalité française et américaine.

## Biographie
Il étudie à l'Université Yale la philosophie et en sort en 1976 avec une licence. La même année il arrive en France et commence une carrière d’assistant réalisateur auprès d'Alain Resnais (Providence), Jean-Paul Rappeneau ou Roman Polanski, avant de réaliser La Salle de bain, son premier long-métrage.
En 1990, il réalise pour la chanteuse Robert son tout premier clip, Elle se promène. Le titre est un succès, et la vidéo, minimaliste, est à l'époque maintes fois diffusée.
En 2000, il entame une carrière dans l'enseignement en parallèle avec son travail de réalisateur ; il entre notamment en 2009 à l’ENS Louis-Lumière pour enseigner le scenario, le découpage, et l'assistanat. En 2015 il assume également la fonction de coordinateur de la spécialité cinéma.

## Filmographie

### Assistant
- 1977 : Providence : 2e assistant réalisateur d'Alain Resnais
- 1977 : L'Imprécateur : 2e assistant réalisateur de Jean-Louis Bertuccelli
- 1978 : Le Sucre : 3e assistant réalisateur de Jacques Rouffio
- 1979 : L'Adolescente : 2e assistant réalisateur de Jeanne Moreau
- 1981 : Rends-moi la clé : 2e assistant réalisateur de Gérard Pirès
- 1982 : Tout feu, tout flamme : 2e assistant réalisateur de Jean-Paul Rappeneau
- 1982 : Mortelle Randonnée : 2e assistant réalisateur de Claude Miller
- 1983 : Surexposé (Exposed) : 2e assistant réalisateur de James Toback
- 1984 : French Lover (Until September) : 2e assistant réalisateur de Richard Marquand
- 1986 : Pirates : 2e assistant réalisateur de Roman Polanski

### Réalisateur
- 1989 : La Salle de bain
- 1993 : Couples et amants
- 1998 : Intime conviction (TV)
- 1999 : Les Infortunes de la beauté
- 2001 : L'Homme des foules
- 2005 : L'Œil de l'autre

## Théâtre

### Metteur en scène
- 1995 : La Belle Saison de Lara Guirao, Théâtre Le Ranelagh

## Récompenses
- Nommé en 1990 au César de la meilleure première œuvre dans : La Salle de bain[2].